# Saint-Étienne-de-l’Olm
Saint-Étienne-de-l’Olm ist eine französische Gemeinde im Département Gard in der Region Okzitanien. Sie gehört zum Arrondissement Alès und zum Kanton Alès-3. Die Bewohner nennen sich „Stéphanolmiens“. 
Nachbargemeinden sind Deaux im Westen, Saint-Hilaire-de-Brethmas im Nordwesten, Monteils im Norden, Saint-Hippolyte-de-Caton im Nordosten, Saint-Jean-de-Ceyrargues und Saint-Césaire-de-Gauzignan im Südosten und Martignargues im Südwesten. 

## Bevölkerungsentwicklung
| Jahr      | 1962 | 1968 | 1975 | 1982 | 1990 | 1999 | 2008 | 2017 |
| --------- | ---- | ---- | ---- | ---- | ---- | ---- | ---- | ---- |
| Einwohner | 139  | 130  | 97   | 129  | 194  | 235  | 345  | 388  |